# Mario Astorri
Mario Astorri (* 7. August 1920 in Piacenza; † 3. Dezember 1989) war ein italienischer Fußballspieler und -trainer, der während seiner aktiven Laufbahn für zahlreiche Vereine in Italien spielte.

## Karriere
Mario Astorri begann seine Karriere im Jahr 1939 bei der US Mestrina in der Serie C. Zwei Jahre später wechselte er zu Calcio Schio 1905, im Jahr 1942 schloss er sich der SPAL Ferrara an. In der Kriegsmeisterschaft 1944 ging er für den SSC Venedig auf Torejagd und kehrte ein Jahr später erneut zu Ferrara zurück. Ein Jahr später unterzeichnete der Mittelfeldakteur bei Juventus Turin, für den er jedoch wiederum nur ein Jahr spielte und danach zu Atalanta Bergamo wechselte. Seine erfolgreichste Zeit erlebte Astorri beim SSC Neapel, für den er von 1949 bis 1953 aktiv war. In 88 Serie-A-Partien für Neapel erzielte er 32 Tore und wechselte danach zur AC Monza. Später war der Mittelfeldspieler noch kurzzeitig für den Amateurverein Cenisia aktiv und beendete im Jahr 1956 seine aktive Laufbahn.
Nach seinem Karriereende arbeitete Astorri als Trainer in Dänemark. Sein größter Erfolg war dabei der Gewinn der dänischen Meisterschaft im Jahr 1974 mit dem Kjøbenhavns Boldklub.